# King (Years & Years)
King è un singolo del trio musicale britannico Years & Years, pubblicato il 27 febbraio 2015 come quarto estratto dal primo album in studio Communion. Il brano ha debuttato direttamente alla vetta della classifica inglese nel marzo 2015. Ha ottenuto la certificazione di platino in diversi Paesi tra cui Regno Unito, Italia e Australia.

## Video musicale
Il video musicale è stato pubblicato il 19 gennaio 2015 sul canale Vevo-YouTube del gruppo ed è stato girato sotto la supervisione della regista britannica Nadia. La coreografia è stata preparata e organizzata da Ryan Heffington.
La clip ha come protagonista il frontman del gruppo musicale, Olly Alexander, che viene invaghito e abbracciato da ballerini vestiti di bianco, come desiderassero essere suoi sudditi, mentre in altre parti sembra che siano invisibili, e infatti si vede il ragazzo muoversi da solo.
In seguito anche gli altri due componenti, Mikey Goldshorthy e Emre Turkmen, impegnati alla tastiera, vengono sommersi dai ballerini.

## Tracce
Download digitale
1. King – 3:34

Remix
1. King (The Magician Remix) – 4:00
2. King (TCTS Remix) – 3:45
3. King (Oceaán Remix) – 3:25

## Classifiche

### Classifiche settimanali
| Classifica (2015) | Posizione massima |
| ----------------- | ----------------- |
| Australia         | 9                 |
| Austria           | 8                 |
| Belgio (Fiandre)  | 11                |
| Belgio (Vallonia) | 17                |
| Bulgaria          | 1                 |
| Canada            | 80                |
| Danimarca         | 6                 |
| Finlandia         | 14                |
| Francia           | 40                |
| Germania          | 9                 |
| Irlanda           | 3                 |
| Italia            | 21                |
| Norvegia          | 15                |
| Nuova Zelanda     | 18                |
| Paesi Bassi       | 5                 |
| Polonia           | 2                 |
| Regno Unito       | 1                 |
| Repubblica Ceca   | 16                |
| Slovacchia        | 14                |
| Spagna            | 27                |
| Svezia            | 26                |
| Svizzera          | 9                 |
| Ungheria          | 25                |

### Classifiche di fine anno
| Classifica (2015) | Posizione |
| ----------------- | --------- |
| Australia         | 71        |
| Austria           | 75        |
| Belgio (Fiandre)  | 39        |
| Belgio (Vallonia) | 79        |
| Danimarca         | 27        |
| Germania          | 38        |
| Irlanda           | 16        |
| Italia            | 55        |
| Paesi Bassi       | 17        |
| Polonia           | 14        |
| Regno Unito       | 11        |
| Svezia            | 78        |
| Svizzera          | 45        |

### Classifiche di fine decennio
| Classifica (2010-19) | Posizione |
| -------------------- | --------- |
| Regno Unito          | 96        |